# Otitesella swezeyi
Otitesella swezeyi is een vliesvleugelig insect uit de familie Pteromalidae. De wetenschappelijke naam is voor het eerst geldig gepubliceerd in 1946 door Fullaway.